# Procédé LIGA

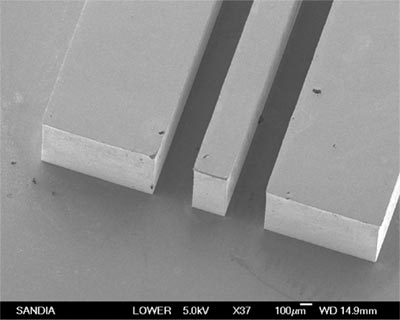
Image au microscope électronique à balayage (MEB) d'une ligne coplanaire créée par LIGA

Le procédé LIGA ou LIGA-Process, est un procédé utilisé pour la fabrication de microsystèmes, développé vers la fin des années 1970 au Kernforschungszentrum Karlsruhe (KfK). Ce procédé est originellement développé dans le cadre de travaux sur la séparation des isotopes de l'uranium.
Le sigle "LIGA" provient de l'allemand. C'est une abréviation pour "Röntgenlithographie, Galvanoformung, Abformung", qui représentent les différentes étapes de ce procédé :
- La lithographie aux rayons X : à partir d'un premier masque réalisé à l'aide d'un canon à électrons, le motif en deux dimensions des microstructures est dupliqué par lithographie au rayons X sur une couche de polyimides photosensibles. L'épaisseur et le matériau du masque ainsi que la largeur des microstructures déterminent l'épaisseur maximale de la couche de polymides. Le motif est ensuite développé chimiquement pour pouvoir passer à l'étape suivante.
- La galvanisation par électrodéposition : du métal est déposé dans les microstructures développées précédemment, sur toute l'épaisseur de la couche de polymides subsistants. La structure ainsi obtenue sert soit directement au formage dans l'étape suivante si l'épaisseur est suffisante pour l'application envisagée (le métal déposé est alors du nickel ou des alliages de nickel, présentant une bonne conductivité électrique et les qualités requises pour une électrodéposition de qualité, ainsi que de bonnes propriétés mécaniques pour le formage), ou est utilisée en tant que masque pour répéter la première étape de lithographie aux rayons X, afin d'obtenir des structures plus épaisses (le métal déposé est alors de l'or, présentant d'excellentes qualités électroniques pour l'électrodéposition ainsi qu'une haute absorption des rayons X).
- Le formage : après dissolution des polyimides subsistants autour desquels s'est développée la galvanisation, le bloc de métal est préparé pour servir d'outil de formage. On peut alors fabriquer en série des microstructures en polymère par formage (en matriçage, estampage ou moulage par injection).

Ce procédé permet de fabriquer des microstructures relativement épaisses (jusqu'à 1 mm d'épaisseur) en petite et moyenne série.
Il peut être exploité non seulement avec le silicium mais aussi et surtout avec nombre de matériaux pour réaliser des microstructures 3D tels des métaux, des céramiques, mais aussi des verres et des polymères ce qui élargit considérablement le champ d'application des MEMS. Dans ce procédé le matériau constitutif de la microstructure va être déposé uniquement sur les zones où elle sera bâtie. Ensuite le moule est dissout chimiquement. Des polyimides photosensibles sont utilisés pour la réalisation des moules selon un procédé photolithographique classique (mais inversé puisque le polyimide joue le rôle d'un photoresist négatif).

## Applications
- Micro-moteurs
- Micro-actionneurs électrostatiques ou électromagnétiques
- Micro-capteurs d'accélération
- Micro-capteurs de distance
- Microspectromètres